# Ali Demi
Ali Demi (ur. 18 stycznia 1918 w Filiatesie, zm. 19 grudnia 1943 w Kaninë) – albański działacz komunistyczny, bohater Albanii. Z pochodzenia Czam.

## Życiorys
Ukończył szkołę podstawową w Filiatesie, kształcił się następnie w Gjirokastrze oraz w szkole średniej w Sarandzie, z której został wydalony z powodu zorganizowania protestu przeciwko królowi Zogowi I. Naukę dokończył w Tiranie, wówczas zaangażował się w działalność komunistyczną. Po ukończeniu studiów pracował w placówce Posta Shqiptare.
Podczas włoskiej okupacji Albanii zorganizował antyfaszystowską demonstrację w Tiranie. 7 kwietnia 1942 roku został aresztowany i skazany na 23 lata pozbawienia wolności, jednak już 29 kwietnia następnego roku uciekł z więzienia. Został mianowany sekretarzem struktur Komunistycznej Partii Albanii we Wlorze, zaangażował się także w działalność ruchu oporu zostając komisarzem batalionu Çermenika. Zginął 19 grudnia 1943 roku podczas walk z niemieckimi siłami.

## Odznaczenia[1]
- Medal Męstwa
- Medal za Wyzwolenie Kraju
- Order Flagi
- Bohater Albanii (5 VII 1945)

## Upamiętnienie
Jego imieniem nazwano szkoły w Tiranie i we Wlorze.

## Życie prywatne
Miał siostrę Iltize (zm. 2016).